# 拉希爾角

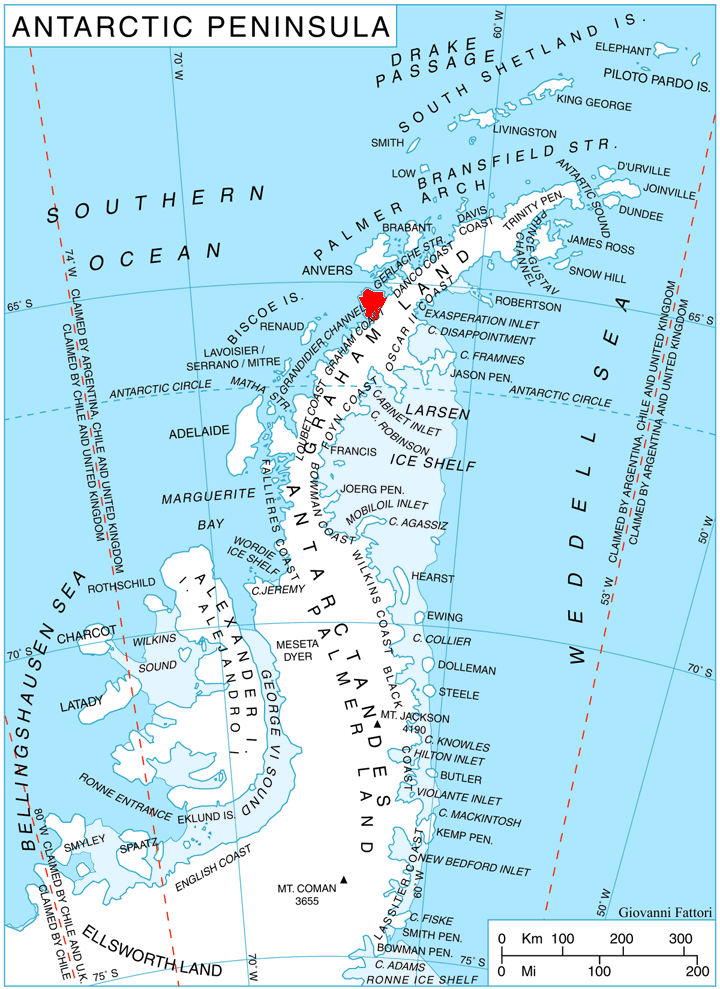

拉希爾角（英語：Rahir Point），是南極洲的海岬，位於葛拉漢地的丹科海岸，處於湯姆森灣以北的基輔半島東北岸，由比利時的探險隊繪入地圖，現時由南極條約體系管理。